# Ратбунеллы
Ратбунеллы (лат. Rathbunella) — род морских лучепёрых рыб из семейства батимастеровых. Встречаются в прибрежных водах восточной части Тихого океана.

## Классификация
В состав рода включают следующие виды:
- Rathbunella alleni Gilbert, 1904
- Rathbunella hypoplecta (Gilbert, 1890) — Полосатая ратбунелла[1]